# Tour Down Under
Santos Tour Down Under – etapowy wyścig kolarski rozgrywany wokół australijskiego miasta Adelaide.
Impreza została zorganizowana po raz pierwszy w 1999 i od tego czasu odbywa się corocznie w połowie stycznia. Wiele europejskich drużyn ProTour traktuje Tour Down Under jako przygotowanie do rozpoczynającego się w lutym sezonu. 
Większość etapów to płaskie odcinki, stanowiące pole rywalizacji sprinterów. Od 2002 regularnie pojawia się etap kończący się w mieście Wilunga, a czasami zakończony podjazdem pod Old Wilunga Hill, który zazwyczaj decyduje o kolejności w klasyfikacji generalnej. W 2012 wygrał go, po pasjonującej walce na ostatnich metrach Alejandro Valverde, minimalnie wyprzedzając Simona Gerransa - ostatecznego zwycięzcę całości wyścigu.
Od roku 2005 wyścig zaliczał się do UCI Oceania Tour i miał kategorię 2.HC. Z początkiem sezonu 2008 Tour Down Under został włączony do cyklu UCI ProTour.

## Zwycięzcy
Opracowano na podstawie:
| Rok  | Pierwsze          | Drugie             | Trzecie            |          |
| ---- | ----------------- | ------------------ | ------------------ | -------- |
| 1999 | Stuart O’Grady    | Jesper Skibby      | Magnus Bäckstedt   |          |
| 2000 | Gilles Maignan    | Stuart O’Grady     | Steffen Wesemann   |          |
| 2001 | Stuart O’Grady    | Kai Hundertmarck   | Fabio Sacchi       |          |
| 2002 | Michael Rogers    | Aleksandr Boczarow | Patrick Jonker     |          |
| 2003 | Mikel Astarloza   | Lennie Kristensen  | Stuart O’Grady     |          |
| 2004 | Patrick Jonker    | Robbie McEwen      | Baden Cooke        |          |
| 2005 | Luis León Sánchez | Allan Davis        | Stuart O’Grady     |          |
| 2006 | Simon Gerrans     | Luis León Sánchez  | Robbie McEwen      |          |
| 2007 | Martin Elmiger    | Karl Menzies       | Lars Bak           |          |
| 2008 | André Greipel     | Allan Davis        | José Joaquín Rojas |          |
| 2009 | Allan Davis       | Stuart O’Grady     | José Joaquín Rojas |          |
| 2010 | André Greipel     | Luis León Sánchez  | Greg Henderson     |          |
| 2011 | Cameron Meyer     | Matthew Goss       | Ben Swift          |          |
| 2012 | Simon Gerrans     | Alejandro Valverde | Tiago Machado      |          |
| 2013 | Tom-Jelte Slagter | Javier Moreno      | Geraint Thomas     |          |
| 2014 | Simon Gerrans     | Cadel Evans        | Diego Ulissi       |          |
| 2015 | Rohan Dennis      | Richie Porte       | Cadel Evans        |          |
| 2016 | Simon Gerrans     | Richie Porte       | Sergio Henao       |          |
| 2017 | Richie Porte      | Esteban Chaves     | Jay McCarthy       |          |
| 2018 | Daryl Impey       | Richie Porte       | Tom-Jelte Slagter  |          |
| 2019 | Daryl Impey       | Richie Porte       | Wout Poels         |          |
| 2020 | Richie Porte      | Diego Ulissi       | Simon Geschke      |          |
| 2021 | odwołany          | odwołany           | odwołany           | odwołany |
| 2022 | odwołany          | odwołany           | odwołany           | odwołany |
| 2023 | Jay Vine          | Simon Yates        | Pello Bilbao       |          |
| 2024 | Stephen Williams  | Jhonatan Narváez   | Isaac Del Toro     |          |
| 2025 | Jhonatan Narváez  | Javier Romo        | Finn Fisher-Black  |          |